# Ликовна колонија Божа Илић
Ликовна колонија „Божа Илић“ постоји од 1998. године и организује је Народни музеј Топлице у Прокупљу у част најславнијег и најпознатијег сликара топличког краја.
Ова колонија је само наставила оно што је пар година раније, такође у организацији Народног музеја Топлице, започео професр Градимир Петровић, тада декан Факултета примењених уметности у Београду. Он је у кратком периоду од 1993. до 1995. године водио мање познату Ликовну колонију у Ајдановцу, у чијем су раду учествовали студенти и уметници којима је предавао на факултету.
Колонија „Божа Илић“ је основана са циљем да окупи сликаре и негује штафелајско сликарство. У оснивању колоније, Народном музеју Топлице помогли су из Галерије савремене уметности у Нишу.
Колонија се одржава у пределима око Прокупља и велики број дела из њене збирке настао је у Житном Потоку, на Хисару, Јастрепцу, Белом Камену и Бубличком језеру. 
У раду колоније учествују домаћи и страни уметници, па је било уметника из Македоније и Бугарске, али и из Велике Британије и Мексика.
Радови са ове колоније излажу се у галерији „Божа Илић“ у Прокупљу, која ради у оквиру Народног музеја Топлице, а такође и додељује награду за сликарство у знак сећања на овог великог српског сликара.